# Бриницы
Бриницы — деревня в Пронском районе Рязанской области. Входит в Мамоновское сельское поселение

## География
Находится в юго-западной части Рязанской области на расстоянии приблизительно 12 км на юг-юго-восток по прямой от районного центра города Пронск.

## История
В 1859 году здесь (тогда деревня Скопинского уезда Рязанской губернии) было учтено 15 дворов. 

## Население
Численность населения: 260 человек (1859 год), 17 в 2002 году (65% русские, 35% чеченцы), 0 в 2010.